# Cours (Nièvre)
Cours è un comune associato francese di 1 832 abitanti, parte integrante del comune di Cosne-Cours-sur-Loire.
Il comune è stato soppresso il 1º gennaio 1973.